# Berthold Schauer
Berthold Schauer (* in Blaubeuren; † vor 1496 in Salzburg) war ein deutscher Goldschmiedemeister, der in Salzburg tätig war. 
Er erhielt 1446 das Salzburger Bürgerrecht und wird bis 1477 als tätig, als verstorben 1496, genannt. Zugeschrieben wird ihm ein Hausaltar  mit Perlmuttschnitzerei, datiert 1494 heute im Metropolitan Museum. Es gilt als Hauptwerk mittelalterlicher Salzburger Goldschmiedearbeiten und kam 1969 als Geschenk von Ruth und Leopold Blumka, in das Metropolitan.